# Ryan Peake

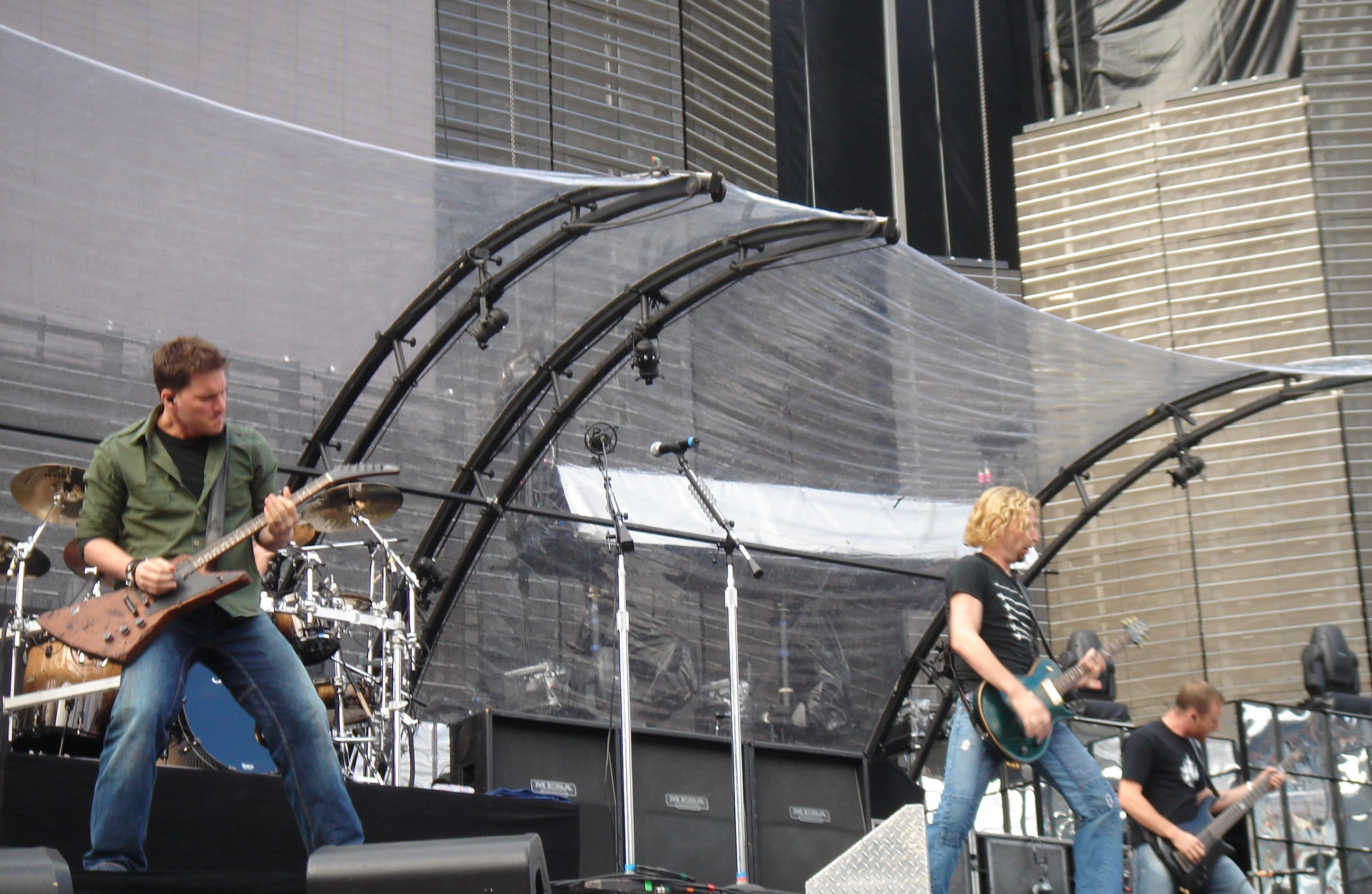
Ryan Peake (links), 2006

Ryan Peake (* 1. März 1973 als Ryan Anthony Peake in Brooks, Alberta, Kanada) ist ein kanadischer Sänger, Songwriter und Gitarrist. Er ist Songwriter und Gitarrist der kanadischen Rockband Nickelback.

## Leben
Peake ist seit 1995 Mitglied der Band Nickelback.
In Zusammenarbeit mit Chad Kroeger schreibt Ryan Peake einige der beliebtesten Lieder der Band und singt die Background-Stimme, häufig zusammen mit Daniel Adair, dem Drummer Nickelbacks.
2000 erschien ihr Album „The State“, das der Band zum Durchbruch verhalf und mit zahlreichen kanadischen Musikpreise ausgezeichnet wurde. Mit dem dritten Album „Silver Side Up“ gelang Nickelback dann auch, international bekannt zu werden.
Peake singt auch gelegentlich einige Coverversionen von Liedern der Band. Auf Touren singt Ryan bei Zeitüberbrückungen ebenfalls Coverversionen, beliebt sei nicht zuletzt auf der "Dark Horse Tour 2009" das Kings-of-Leon-Cover "Use Somebody".
Sein Album mit Nickelback „Get Rollin“ erschien 2022 und wurde 2024 auf einer Konzerttournee in Europa vorgestellt.
Er ist mit Treana Peake verheiratet, sie haben zwei Kinder.

## Equipment
Peake verwendet meistens Gibson-Gitarren wie die Modelle der Les Pauls-Serie  "Gibson Les Paul Explorer" und der Metal-V-Serie "Gibson Flying Vs". Für das Lied "Figured You Out" verwendet er immer das von Dillion Guitars modifizierte Modell "Flying V".
Im Anfangsstadium seiner Gitarristen-Karriere hat er immer Fender Telecasters in Gebrauch genommen. Speziell zu dem Erfolgshit "Photograph" verwendet Ryan Peake immer die alte Gitarre seines Vaters. Chad verwendet sie im Musikvideo von Photograph (Anfangsszene).
Auf Konzerten steht zu vielen Liedern der Gitarren-Techniker Tim "Timmy" Dawson zur Verfügung, der die dritte Gitarre spielt. Er übernimmt dann die Parts von Chad, der dann nur die Rhythmusgitarre spielt.